# 白水镇站
白水镇站是位于云南省曲靖市沾益区白水镇的一个铁路车站，邮政编码655035。车站建于1970年，有盘西铁路经过该站，现办理客货运业务，车站及其上下行区间均已电气化。车站距离沾益站30公里，隶属昆明铁路局曲靖车务段，是四等站。